# Liang septentrional
Pour les articles homonymes, voir Liang.
397–439
Entités précédentes :
- Liang postérieur

Entités suivantes :
- Dynastie Wei du Nord

Le Liang septentrional (chinois: 北凉, Hanyu pinyin Bĕi Liáng) (397 - 439) était un État de la période des Seize Royaumes de la Chine. 
Il a été fondé par la famille Juqu des Xiongnu. 
Tous les dirigeants du Liang septentrional se sont dits de la noblesse Wang.

## Histoire
Le Liang du Nord (chinois: 北 涼; pinyin: Bĕi Liáng; 397-439) était un État des Seize Royaumes de Chine. Il était dirigé par la famille Juqu d'origine Lushui Hu (une branche des Xiongnu). Bien que Duan Ye de l'ethnie Han chinoise ait été initialement intronisée en tant que souverain du Liang du Nord avec le soutien du clan Juqu, Duan a ensuite été renversé en 401 et Juqu Mengxun a été proclamé monarque.
La plupart des historiens chinois considèrent le Liang du Nord comme ayant pris fin en 439, lorsque sa capitale Guzang (姑臧) dans le Wuwei moderne, Gansu, tomba aux mains des forces du Wei du Nord et le souverain, Juqu Mujian, fut capturé. Cependant, certains considèrent ses frères, Juqu Wuhui et Juqu Anzhou, qui se sont ensuite installés avec des restes de cet État à Gaochang (高昌) dans la préfecture de Turpan moderne, Xinjiang, comme une continuation du Liang du Nord, et considèrent donc le Liang du Nord comme ayant pris fin en 460 quand Gaochang est tombé à Rouran, et a été fait vassal.
C'est avec le Liang du Nord que les premiers sites de sanctuaires rupestres bouddhistes apparaissent dans la province du Gansu. [3] Les deux sites de grottes les plus célèbres sont Tiantishan ("Celestial Ladder Mountain"), qui était au sud de la capitale des Liang du Nord, à Yongcheng, et Wenshushan ("Manjusri's Mountain"), à mi-chemin entre Yongcheng et Dunhuang. Maijishan se situe plus ou moins sur une route principale reliant la Chine et l'Asie centrale (à environ 240 kilomètres à l'ouest de la Xi'an moderne), juste au sud de la Weihe (rivière Wei). Il avait l'avantage supplémentaire de ne pas être trop éloigné d'une route principale qui conduisait également N-S à Chengdu et au sous-continent indien.
En 442, les restes de la famille royale des Liang du Nors ont établi un nouveau royaume à Gaochang, connu dans l'historiographie comme le Liang du Nord à Gaochang (chinois: 高 昌北 涼; pinyin: Gāochāng Bĕi Liáng; 442-460). Le nouvel État était dirigé par Juqu Wuhui et Juqu Anzhou où ils ont conservé le pouvoir jusqu'en 460, date à laquelle ils furent conquis par le Rouran. [4] Les restes de la famille Juqu ont été mis à mort.

## Souverains des Liang du Nord
| Nom de temple                      | Nom posthume | Nom personnel     | Règne   | Ère du règne                                                                              |
| ---------------------------------- | ------------ | ----------------- | ------- | ----------------------------------------------------------------------------------------- |
| Liang du Nord (397-439)            |              |                   |         |                                                                                           |
| –                                  | –            | Duan Ye (en)      | 397-401 | Shenxi (神璽) 397-399 Tianxi (天璽) 399-401                                               |
| Taizu                              | Wuxuan       | Juqu Mengxun (en) | 401-433 | Yongan (永安) 401-412 Xuanshi (玄始) 412-428 Chengxuan (承玄) 428-430 Yihe (義和) 430-433 |
| –                                  | –            | Juqu Mujian (en)  | 433-439 | Yonghe (永和) 433-439                                                                     |
| Liang du Nord à Gaochang (442-460) |              |                   |         |                                                                                           |
| –                                  | –            | Juqu Wuhui (en)   | 442-444 | Chengping (承平) 443-444                                                                  |
| –                                  | –            | Juqu Anzhou (en)  | 444-460 | Chengping (承平) 444-460                                                                  |